# 京都日本画家協会
京都日本画家協会（きょうとにほんがかきょうかい）は、昭和16年（1941年）に、竹内栖鳳、菊池契月、西山翠嶂、川村曼舟、橋本関雪らにより発足した協会。
会派を超えた京都画壇の総合的な団体。現在、京都を中心に活動する約600人により構成されている。

## 詳細
歴代協会理事長・顧問には、秋野不矩、池田遙邨、上村松篁、宇田荻邨、小野竹喬、金島桂華、河合健二、堂本印象、徳岡神泉、中村大三郎、西山英雄、福田平八郎、山岸純、山口華楊、山本倉丘、山本知克らがいる。